# Megaselia peniculifera
Megaselia peniculifera är en tvåvingeart som beskrevs av Rudolf Beyer 1965. Megaselia peniculifera ingår i släktet Megaselia och familjen puckelflugor. Inga underarter finns listade i Catalogue of Life.